# Baia di Lanusse
La baia di Lanusse è una baia larga circa 7 km situata sulla costa centro-occidentale dell'isola Brabant, una delle isole dell'arcipelago Palmer, al largo della costa nord-occidentale della Terra di Graham, in Antartide. Nella baia, la cui bocca si apre tra punta Driencourt, a nord, e punta Minot, a sud, si gettano diversi ghiacciai, tra cui il Gorichane e il Palilula.

## Storia
Scoperta durante la spedizione di ricerca francese in Antartide svolta dal 1904 al 1907 al comando di Jean-Baptiste Charcot, la baia di Lanusse è stata così battezzata dai membri di una spedizione di ricerca argentina svolta nel 1978-79 in onore di Alejandro Lanusse, della marina militare argentina, che fu il primo argentino a pilotare un aereo in Antartide e che morì nel 1943 in un incidente di volo presso Buenos Aires.